# مزرعه لردخون
مزرعه لردخون یک منطقهٔ مسکونی در ایران است که در دهستان احمدآباد (فیروزآباد) واقع شده‌است. مزرعه لردخون ۷۸ نفر جمعیت دارد.